# Chigallia irrorata
Chigallia irrorata är en insektsart som beskrevs av Rauno E. Linnavuori och Delong 1977. Chigallia irrorata ingår i släktet Chigallia och familjen dvärgstritar. Inga underarter finns listade i Catalogue of Life.